# Bodelshofen
Bodelshofen ist ein zur Stadt Wendlingen am Neckar im Landkreis Esslingen in Baden-Württemberg gehörender Weiler.

## Geographie

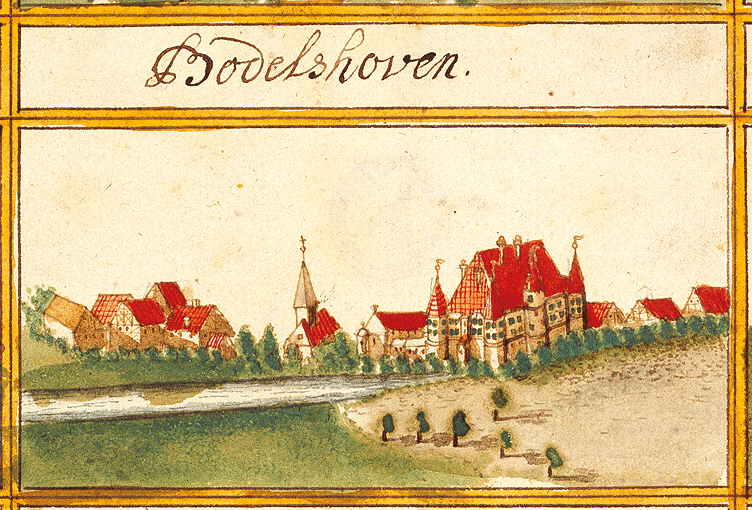
Bodelshofen 1683 im Forstlagerbuch von Andreas Kieser

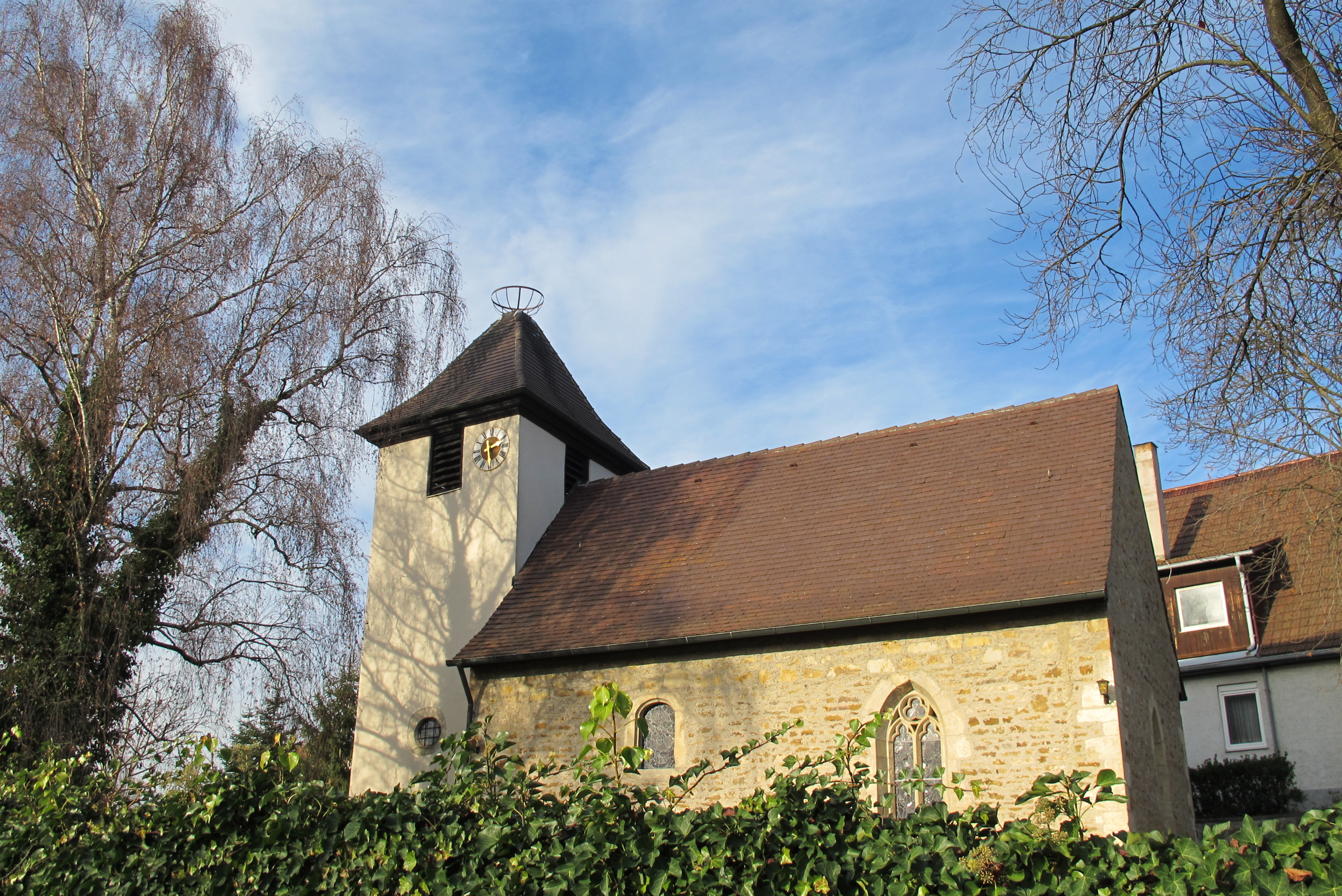
Jakobskirche in Bodelshofen

Bodelshofen liegt an der Lauter etwa eineinhalb Kilometer östlich des Stadtgebiets.

## Geschichte
Das Rittergut Bodelshofen wird 1268 erstmals urkundlich erwähnt. Es gehörte damals den Herzögen von Teck und kam um 1451 an die Herren von Wernau. Als Wendlingen 1545 von Wolf-Heinrich von Wernau an Württemberg verkauft wurde, war indirekt auch Bodelshofen betroffen. Wolf Heinrich zog sich nach Bodelshofen zurück, allerdings ließ sich Herzog Ulrich von Württemberg ein Vorkaufsrecht einräumen. Nach mehreren Besitzwechseln innerhalb der Familie machte Württemberg 1615 sein Vorkaufsrecht geltend. In einem vor dem Tübinger Hofgericht abgeschlossenen Vergleich ging das Hofgut 1616 an das Haus Württemberg über. Die gewaltige Schuldenlast zwang Württemberg jedoch, Bodelshofen weiterzuverkaufen. 1618 erhielt Christoph von Laimingen das Hofgut für 3000 Gulden als Mannlehen. Durch Heirat gelangte Bodelshofen schließlich 1680 an die Herren von Mentzingen. 1740 erwarb schließlich Franz Gottlieb von Palm den Weiler von den Mentzingern. Das Bodelshofener Hofgut befindet sich bis heute im Besitz von Nachfahren der Freiherren von Palm, der Freiherren von Massenbach. Gudrun von Massenbach, geborene von Palm, erhielt das Gut 1947 bei der Teilung des Palm’schen Besitzes.
Auf Betreiben des Oberamts wurde durch Dekret der Regierung des Neckarkreises vom 16. Juni 1829 der Weiler Bodelshofen mit der Gemeinde Wendlingen vereinigt. Dennoch behielt Bodelshofen eine gewisse Selbständigkeit. Nach wie vor bestand ein eigenes Bodelshofer Bürgerrecht. 1935 verlor Bodelshofen seine Selbständigkeit und wurde nach Wendlingen eingemeindet.
Der Ort Bodelshofen wird insbesondere durch das Hofgut und die Jakobuskirche geprägt, welche am Jakobsweg liegt. Bereits 1275 wird die Kirche im Liber decimationis (Kreuzzugszehnt) als selbstständige Kirche mit Pfarrer erwähnt.

## Verkehr
Nach Bodelshofen führt von Wendlingen aus eine Gemeindeverbindungsstraße (Bodelshofer Straße). Von der L 1200 zweigt zwischen Wendlingen und Ötlingen außerdem eine Zufahrt nach Bodelshofen ab.